# بخش پری (شهرستان استارک، اوهایو)
بخش پری (به انگلیسی: Perry Township) یک منطقهٔ مسکونی در ایالات متحده آمریکا است که در شهرستان استارک، اوهایو واقع شده است. بخش پری ۶۳٫۰ کیلومتر مربع مساحت و ۲۸٬۳۲۸ نفر جمعیت دارد و ۳۲۹ متر بالاتر از سطح دریا واقع شده است.